# Julie Koch-Bossenberger
Julie Koch-Bossenberger, geborene Julie Koch, auch Julie Bossenberger, (1848 – 12. Juni 1895 in Wildungen) war eine deutsche Opernsängerin und Theaterschauspielerin.

## Leben
Ursprünglich Operettensängerin wirkte sie von 1872 bis 1874 am Hoftheater in Wien, sodann 18 Jahre am Hoftheater in Hannover, wo sie für ihre hervorragenden Verdienste zur Kammersängerin ernannt wurde. Sie war eine der bekanntesten Koloratursängerinnen ihrer Zeit.
Verheiratet war sie mit dem Kapellmeister Heinrich Bossenberger, ihre Tochter Maria Bossenberger wurde ebenfalls Opernsängerin.